# Mikael Skillt
Kjell Mikael Skillt, född 13 december 1976 i Sandviken, är en svensk säkerhetskonsult och tidigare projektledare i byggbranschen.
Efter att tidigare ha varit aktiv i svenska nynazistiska kretsar slutade Skillt med sitt politiska engagemang 2015. Under sin militära karriär, då han som medlem i den då högerextrema Azovbataljonen deltagit i strider mot ryska separatister, insåg han gradvis att han inte längre kunde stå för sina tidigare politiska åsikter.

## Politisk aktivism
I de sena tonåren engagerade han sig i nynazistiska Svenska motståndsrörelsen, men lämnade organisationen för att under en kort tid arbeta inom Nationaldemokraterna innan han slutligen gick över till det nynazistiska Svenskarnas parti. Under sitt engagemang i nynazistiska kretsar kom han gradvis att ifrågasätta sina egna åsikter. År 1997 grundade Skillt Nätverket stoppa pedofilerna, ett nätverk som sedan 1997 hänger ut människor som har blivit dömda för sexualbrott mot barn. Skillt blev senare politisk aktivist och frivillig i det högerextrema paramilitära ukrainska förbandet Azovbataljonen. 

## Militär karriär
Skillt gjorde värnplikten vid Ångermanlandsbrigaden. Därefter var han under sex års tid engagerad i hemvärnet innan hans kontrakt hävdes. Han reste till Ukraina under Euromajdan 2014 och anslöt sig till en början till det högerextrema partiet Svobodas militanta grupper. Han tog värvning i den nyupprättade Azovbataljonen i början av maj 2014 som prickskytt. Sveriges Radio hade 10 juli samma år en längre intervju med Skillt, där han berättade från kriget i östra Ukraina om sin tjänstgöring i bataljonen. Även BBC, The Telegraph och andra internationella medier rapporterade om att svenska nazister stred i Ukraina och nämnde Skillt som mest tongivande. Skillt lämnade Azovbataljonen i slutet av september 2014 men i slutet av januari återanslöt Skillt till Azovbataljonen och tjänstgjorde som instruktör fram till att han slutligen begärde avsked 2017.